# Королевский загородный дом (Потсдам)
Королевский загородный дом в Потсдаме — дом на горе Капелленберг в русской колонии Александровка был построен для церковного старосты.
Фасад бревенчатого дома скрывает за собой более дешёвый стандартный тип немецкой фахверковой постройки. Он в действительности является загородным домом короля. На втором этаже располагается королевская чайная, куда Фридрих Вильгельм III любил приглашать своих гостей и где иногда собиралось до 40 человек. Внутреннее убранство королевских апартаментов отличалась чрезвычайной простотой. Лишь тульский самовар, столовый и чайный сервизы, изготовленные на Берлинской королевской фарфоровой мануфактуре, указывали на высокое положение хозяина. Подарком российского императора Николая I были расписанные золотом по малахитовому фону тарелки с изображением сценок из сельской жизни. Здесь же со времён Фридриха Вильгельма III стоял миниатюрный памятник Александру I в метр высотой.
Русский колорит чаепитиям должны были придавать и колонисты, развлекавшие своим пением королевских гостей. Приглашали певцов и во дворец Сан-Суси. Король был одним из тех, кто понимал, о чём поют русские солдаты. Король действительно учил русский язык — весьма популярный в годы Освободительной войны против Наполеона не только в Пруссии, но и в Германии.